# Пфраймд
Пфраймд (нем. Pfreimd) — город и городская община в Германии, в земле Бавария. 
Подчинён административному округу Верхний Пфальц. Входит в состав района Швандорф. Подчиняется управлению Пфраймд.  Население составляет 5447 человек (на 31 декабря 2010 года). Занимает площадь 51,43 км². Официальный код  —  09 3 76 153.
Город подразделяется на 10 городских районов.

## Население
По оценке на 31 декабря 2015 года население общины Пфраймд составляет 5412 чел. 

| Дата      | 1840 | 1871 | 1900 | 1925 | 1939 | 1950 | 1961 | 1970 | 1987 | 2011 |
| --------- | ---- | ---- | ---- | ---- | ---- | ---- | ---- | ---- | ---- | ---- |
| Население | 2998 | 3121 | 3042 | 2941 | 3228 | 4082 | 3689 | 4216 | 5126 | 5413 |

| Год       | 1960 | 1970 | 1980 | 1990 | 2000 | 2009 | 2010 | 2011 | 2012 | 2013 | 2014 | 2015 |
| --------- | ---- | ---- | ---- | ---- | ---- | ---- | ---- | ---- | ---- | ---- | ---- | ---- |
| Население | 3372 | 4177 | 4726 | 5234 | 5507 | 5460 | 5447 | 5425 | 5419 | 5368 | 5323 | 5412 |